# Cauco
Cauco est une localité et une ancienne commune suisse du canton des Grisons, située dans la région de Moesa.

## Histoire
Le 1er janvier 2015, la commune a fusionné avec ses voisines d'Arvigo, Braggio et Selma au sein de la nouvelle commune de Calanca.